# Lucio Racedo
Lucio Eduardo Racedo (Buenos Aires, 5 de enero de 1910-ib., 22 de noviembre de 1979) fue un abogado y político argentino, miembro de la Unión Cívica Radical Intransigente, que se desempeñó como senador nacional por la Capital Federal entre 1958 y 1962.

## Biografía
Nació en Buenos Aires el 5 de enero de 1910. Hijo de un militar del arma de Infantería, ingresó al Ejército Argentino abandonando la carrera militar por tener miopía. Estudió abogacía, especializándose en derecho penal.
En las elecciones al Senado de 1958, fue elegido senador nacional por la Capital Federal, integrando el bloque de la Unión Cívica Radical Intransigente (UCRI). Su mandato se extendía hasta 1967 pero fue interrumpido por la disolución del Poder Legislativo decretada por el presidente José María Guido. Fue miembro de la comisión parlamentaria mixta administradora de la Biblioteca del Congreso de la Nación, presidente de la comisión de Defensa Nacional del Senado y vocal de la comisión de Acuerdos.
En el marco del golpe de Estado de 1962, Racedo se comunicó telefónicamente con el presidente Arturo Frondizi para transmitirle un mensaje del director de la Gendarmería Nacional Argentina, informándole que se le «vencía el plazo» para renunciar.
En 1962, fue designado interventor del comité de la UCRI de la provincia de Tucumán por el Comité Nacional del partido, anulando un llamado a elecciones internas y monopolizando el armado de listas para las elecciones de gobernador y legisladores provinciales. En 1965 fue interventor del partido en la provincia de La Rioja.